# 9103 Комацубара
9103 Комацубара (9103 Komatsubara) — астероїд головного поясу, відкритий 14 грудня 1996 року.
Тіссеранів параметр щодо Юпітера — 3,681.